# Suzuki Satria
Suzuki Satria là xe gắn máy với động cơ 2 thì được sản xuất bởi Suzuki. Xe ra mắt lần đầu tiên vào năm 1998 tại Indonesia. Xe đã không thịnh hành hiện nay vì tốn quá nhiều xăng và dầu. Mẫu xe đầu tiên ra đời vào năm 1998, tiếp theo đó là đời thứ 2 và thứ 3 ra đời vào năm 2002 và năm 2004. Đời xe thứ tư ra đời vào năm 2004. Mẫu đời thứ tư mới nhất được gọi là F-150.